# Glasowbach

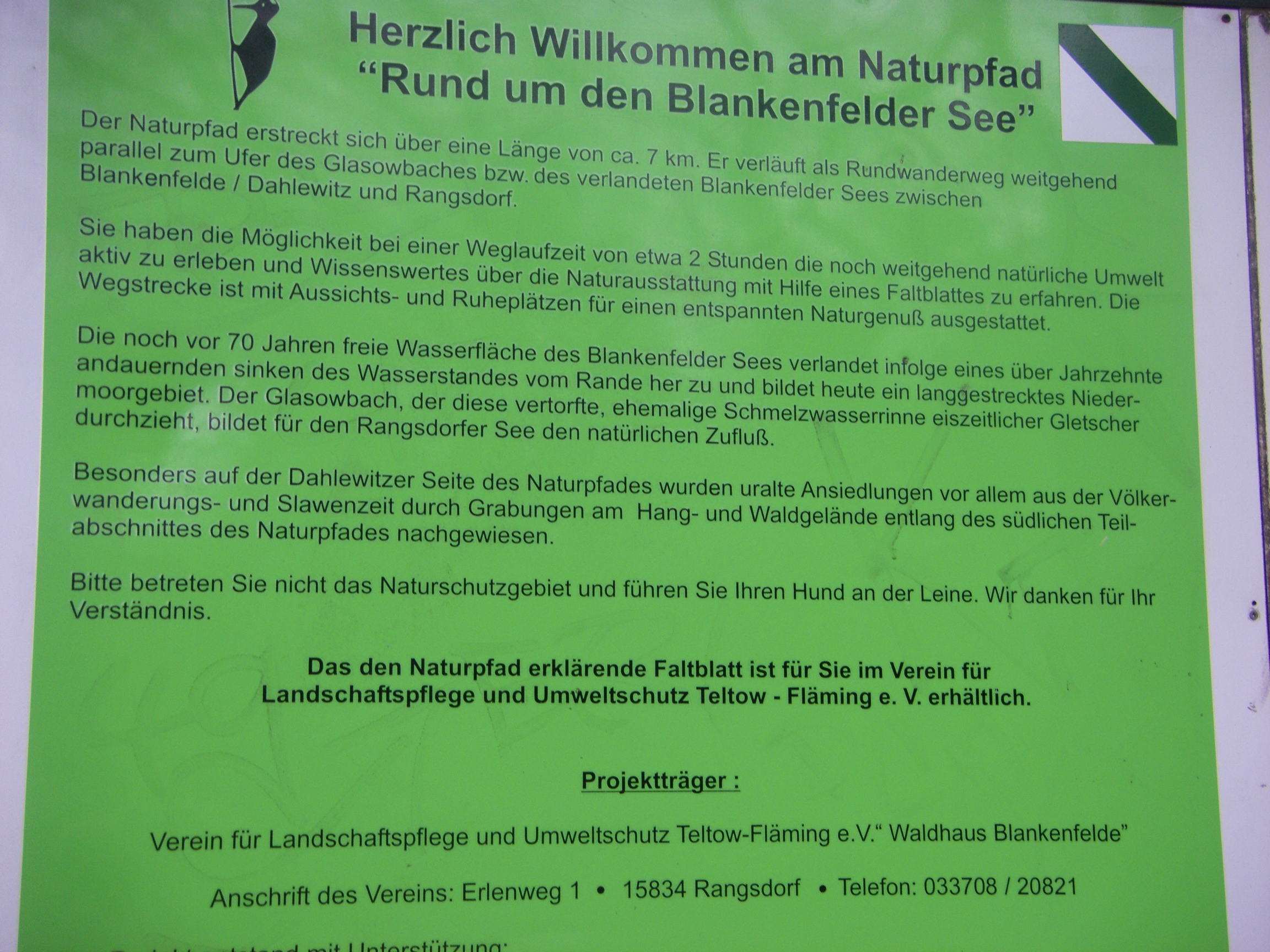
Informationstafel Naturpfad „Rund um den Blankenfelder See“

Der Glasowbach verläuft zwischen dem Selchower See und dem Rangsdorfer See, dessen einzigen größeren Zufluss er bildet.  
Er ist Teil des 2009 erklärten Naturschutzgebiet Glasowbachniederung mit einer Größe von rund 92 Hektar.
Der Glasowbach verläuft zunächst westlich von seinem namensgebenden Ort Glasow, der ein Gemeindeteil von Mahlow ist, was wiederum einen Ortsteil von Blankenfelde-Mahlow bildet. Im weiteren Verlauf bildet er die östliche Grenze des Ortsteils Blankenfelde. 
Hinter Blankenfelde fließt er durch den ehemaligen Blankenfelder See, der noch bis in die 1930er Jahre ein offenes Gewässer war. Inzwischen ist er durch ein Sinken des Wasserstandes verlandet und bildet ein langgestrecktes Niedermoorgebiet. In diesem Bereich befindet sich der Naturpfad „Rund um den Blankenfelder See“. 
Er mündet in die Krumme Lanke, eine nördliche Ausbuchtung des Rangsdorfer Sees.